# Lycosa abnormis
Lycosa abnormis là một loài nhện trong họ Lycosidae.
Loài này thuộc chi Lycosa. Lycosa abnormis được Guy miêu tả năm 1966.